# Auvernaux
Auvernaux és un municipi francès, situat al departament de l'Essonne i a la regió de Illa de França. L'any 2007 tenia 318 habitants.
Forma part del cantó de Mennecy, del districte d'Évry i de la Comunitat de comunes de la Val d'Essonne.

## Demografia

### Població
El 2007 la població de fet d'Auvernaux era de 318 persones. Hi havia 116 famílies, de les quals 24 eren unipersonals (16 homes vivint sols i 8 dones vivint soles), 32 parelles sense fills i 60 parelles amb fills.
La població ha evolucionat segons el següent gràfic:
Habitants censats

### Habitatges
El 2007 hi havia 127 habitatges, 119 eren l'habitatge principal de la família, 4 eren segones residències i 4 estaven desocupats. 107 eren cases i 13 eren apartaments. Dels 119 habitatges principals, 92 estaven ocupats pels seus propietaris, 24 estaven llogats i ocupats pels llogaters i 3 estaven cedits a títol gratuït; 3 tenien una cambra, 6 en tenien dues, 11 en tenien tres, 33 en tenien quatre i 66 en tenien cinc o més. 102 habitatges disposaven pel capbaix d'una plaça de pàrquing. A 38 habitatges hi havia un automòbil i a 76 n'hi havia dos o més.

### Piràmide de població
La piràmide de població per edats i sexe el 2009 era:
| Homes | Edats   | Dones |
| ----- | ------- | ----- |
| 0     | 95 o +  | 0     |
| 0     | 90 a 94 | 0     |
| 0     | 85 a 89 | 4     |
| 0     | 80 a 84 | 0     |
| 4     | 75 a 79 | 8     |
| 0     | 70 a 74 | 4     |
| 8     | 65 a 69 | 0     |
| 4     | 60 a 64 | 4     |
| 4     | 55 a 59 | 12    |
| 16    | 50 a 54 | 8     |
| 16    | 45 a 49 | 24    |
| 4     | 40 a 44 | 12    |
| 8     | 35 a 39 | 4     |
| 12    | 30 a 34 | 8     |
| 0     | 25 a 29 | 12    |
| 12    | 20 a 24 | 8     |
| 12    | 15 a 19 | 0     |
| 4     | 10 a 14 | 20    |
| 8     | 5 a 9   | 0     |
| 4     | 0 a 4   | 12    |

## Economia
El 2007 la població en edat de treballar era de 229 persones, 175 eren actives i 54 eren inactives. De les 175 persones actives 164 estaven ocupades (91 homes i 73 dones) i 11 estaven aturades (7 homes i 4 dones). De les 54 persones inactives 16 estaven jubilades, 27 estaven estudiant i 11 estaven classificades com a «altres inactius».

### Ingressos
El 2009 a Auvernaux hi havia 125 unitats fiscals que integraven 352,5 persones, la mediana anual d'ingressos fiscals per persona era de 23.692 €.

### Activitats econòmiques
Dels 20 establiments que hi havia el 2007, 6 eren d'empreses de construcció, 5 d'empreses de comerç i reparació d'automòbils, 1 d'una empresa de transport, 2 d'empreses d'hostatgeria i restauració, 1 d'una empresa financera, 3 d'empreses de serveis i 2 d'entitats de l'administració pública.
Dels 8 establiments de servei als particulars que hi havia el 2009, 1 era un taller de reparació d'automòbils i de material agrícola, 1 paleta, 2 guixaires pintors, 1 fusteria, 1 lampisteria i 2 restaurants.
L'any 2000 a Auvernaux hi havia 4 explotacions agrícoles.

## Poblacions més properes
El següent diagrama mostra les poblacions més properes.